# SBTRKT (album)
SBTRKT è il primo ed eponimo album in studio del musicista britannico SBTRKT, pubblicato nel 2011.

## Tracce
1. Heatwave – 2:54
2. Hold On (featuring Sampha) – 3:27
3. Wildfire (featuring Little Dragon) – 3:21
4. Sanctuary (featuring Sampha & Jessie Ware) – 3:52
5. Trials of the Past (featuring Sampha) – 4:24
6. Right Thing to Do (featuring Jessie Ware) – 3:23
7. Something Goes Right (featuring Sampha) – 5:00
8. Pharaohs (featuring Roses Gabor) – 3:38
9. Ready Set Loop – 3:06
10. Never Never (featuring Sampha) – 3:57
11. Go Bang – 3:32